# Hộ lý

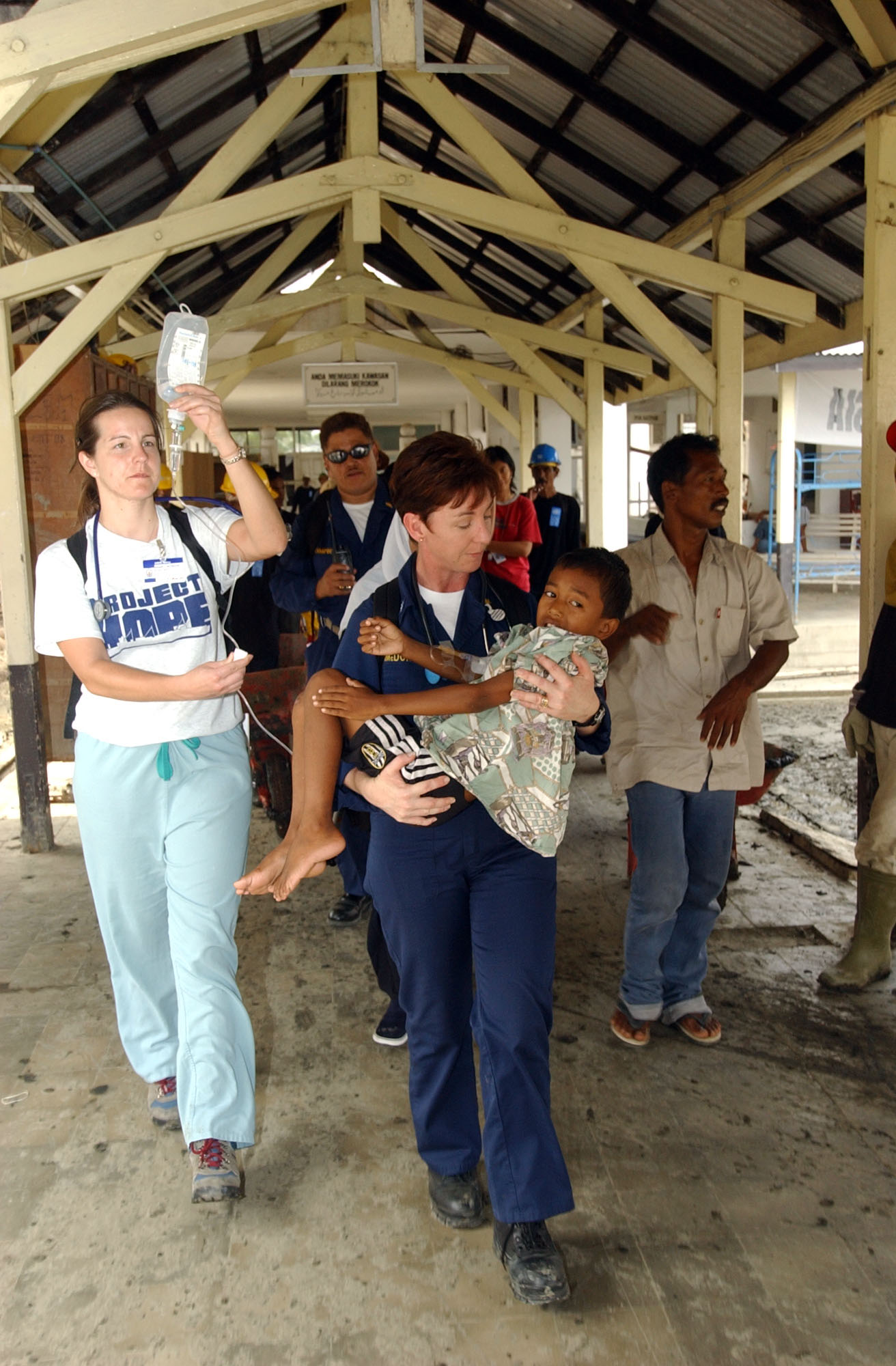
Một nữ hộ lý (người cầm ống chuyền) đang hỗ trợ cho một ca cấp cứu

Hộ lý hay còn gọi là trợ lý điều dưỡng (Nursing assistant) là nhân viên hỗ trợ không có giấy phép (Unlicensed assistive personnel) trong lĩnh vực y tế, chăm sóc sức khỏe tại các bệnh viện, cơ sở y tế, phòng khám, trung tâm điều dưỡng. Hộ lý có thể đảm nhiệm công việc là người trợ lý hỗ trợ những người có khuyết tật về thể chất, suy giảm trí tuệ và các nhu cầu chăm sóc sức khỏe khác trong hoạt động sinh hoạt hàng ngày (ADL). Hộ lý cũng cung cấp dịch vụ chăm sóc tại giường bệnh, bao gồm các quy trình điều dưỡng cơ bản, tất cả đều dưới sự giám sát của đội ngũ y tá, bác sĩ (gọi chung là đội ngũ y bác sĩ), điều dưỡng viên (là những người được cấp phép hành nghề) hoặc chuyên gia chăm sóc sức khỏe khác. Hầu hết các hộ lý, bao gồm cả trợ lý điều dưỡng, đều không được cấp chứng chỉ để thay băng vô trùng, phân phối thuốc, lắp hoặc tháo bất kỳ ống nào (chẳng hạn như ống thông mũi dạ dày), hoặc tiến hành cho ăn qua ống. Do đó, những nhiệm vụ như vậy được giao cho y tá giám sát hoặc chuyên gia lâm sàng được cấp phép. Hộ lý phải được phân công trách nhiệm. Các y tá chịu trách nhiệm cuối cùng về mọi dịch vụ chăm sóc mà bệnh nhân nhận được do việc họ phân công. Do tình trạng thiếu hụt lực lượng điều dưỡng viên chính quy/điều dưỡng viên hành nghề được cấp phép (LPN) và để giảm bớt khối lượng công việc nặng nhọc cho công việc điều dưỡng, việc phân công nhiệm vụ cho các hộ lý và các nhân viên hỗ trợ điều dưỡng khác là rất quan trọng để giảm tải áp lực công việc ở tuyến cơ sở.

## Công việc
Hộ lý phải chứng minh được khả năng và năng lực của mình trước khi đảm nhận bất kỳ trách nhiệm được giao thêm nào trong môi trường lâm sàng. Trong khi cung cấp dịch vụ chăm sóc này, các nhân viên hộ lý phải có sự quan tâm và kiên nhẫn, đó là một phần của hệ thống hỗ trợ chăm sóc sức khỏe của bệnh nhân. Giao tiếp giữa hộ lý và điều dưỡng viên/y tá đã đăng ký (RN) là chìa khóa vì họ đang cùng nhau làm việc vì lợi ích tốt nhất của bệnh nhân. Phạm vi chăm sóc mà hộ lý chịu trách nhiệm được giao cho RN hoặc các chuyên gia lâm sàng được cấp phép khác. Hộ lý sẽ theo dõi, chăm sóc cho bệnh nhân tại bệnh viện, cư dân của cơ sở điều dưỡng, khách hàng tại nhà riêng và những người khác cần dịch vụ của họ do tuổi già hoặc khuyết tật. Theo định nghĩa, hộ lý không có giấy phép hoặc đáp ứng được điều kiện tiên quyết của nhà cung cấp dịch vụ chăm sóc sức khỏe về yêu cầu chuyên môn bắt buộc khác để hành nghề, mặc dù nhiều người có nhiều chứng chỉ khác nhau. Họ được phân loại chung theo nhóm "nhân viên chăm sóc cá nhân trong các dịch vụ chăm sóc sức khỏe" trong Phân loại nghề nghiệp chuẩn quốc tế, bản sửa đổi năm 2008. Tại Hoa Kỳ, trách nhiệm và nhiệm vụ của hộ lý bao gồm:

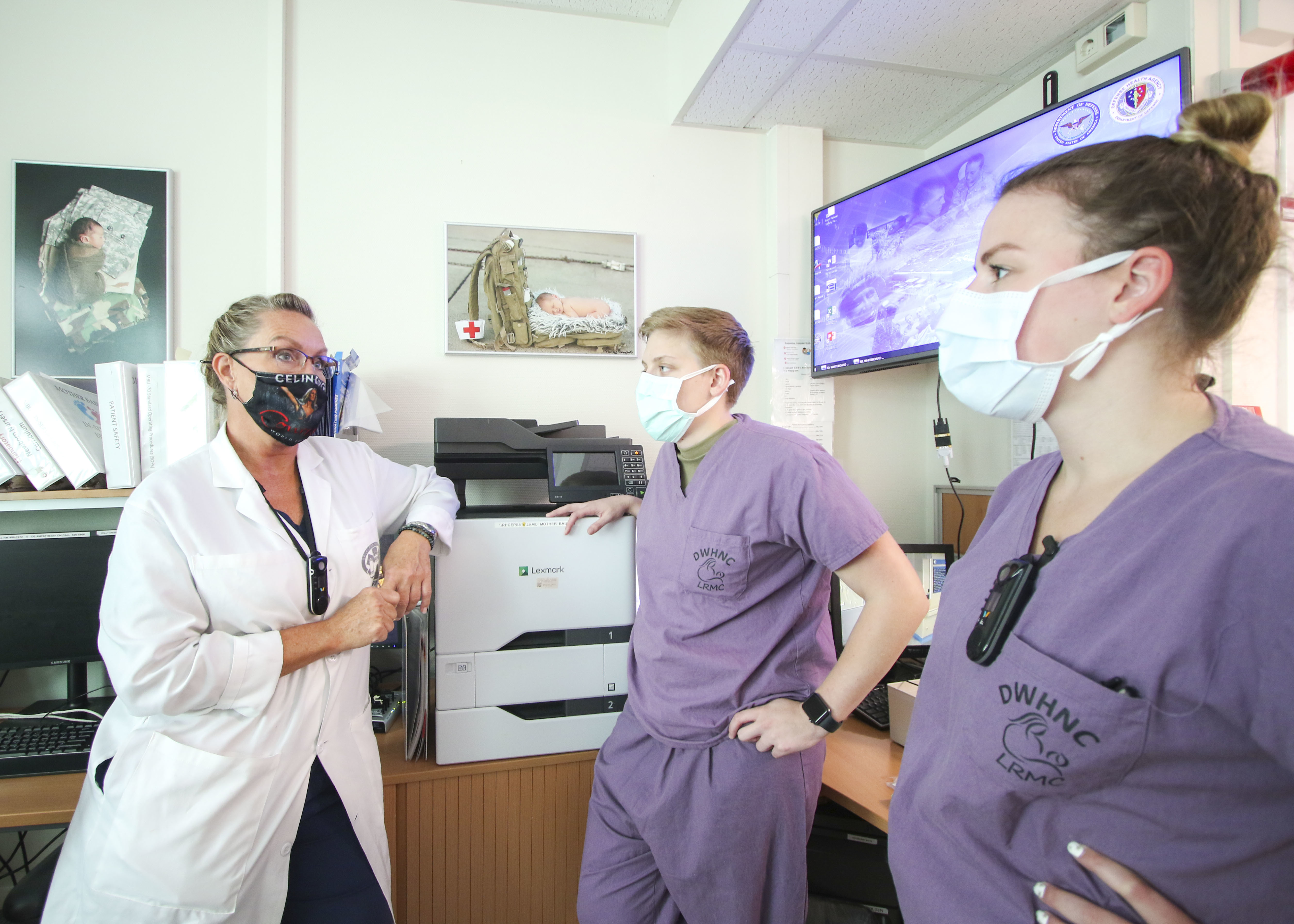
Một bác sĩ (mặc áo bờ-lu trắng) đang trao đổi chuyên môn với các hộ lý

- Quan sát, theo dõi, ghi chép và báo cáo thông tin lâm sàng và điều trị, bao gồm cả những thay đổi về hành vi của bệnh nhân
- Hỗ trợ các bài tập vận động và các vật lý trị liệu, biện pháp phục hồi chức năng khác
- Đo và ghi lại huyết áp, nhiệt độ, mạch, tần số hô hấp (lần thở mỗi phút), độ bão hòa oxy trong máu và cân nặng
- Hỗ trợ cho bệnh nhân đi lại và vận động di chuyển cho bệnh nhân
- Tháo IV ngoại vi và ống thông Foley trước khi bệnh nhân xuất viện
- Thu thập mẫu bệnh phẩm để xét nghiệm y tế bắt buộc
- Kiểm tra đường huyết
- Đo và ghi lại lượng thức ăn và đồ uống mà bệnh nhân đã hấp thụ; lượng nước tiểu, phân và chất nôn thải ra)
- Làm rỗng và ghi lại thể tích ống dẫn lưu phẫu thuật
- Cung cấp các dịch vụ hỗ trợ và tình cảm cho bệnh nhân, gia đình của họ và những người chăm sóc khác
- Hỗ trợ vệ sinh cá nhân như giúp tắm rửa, vệ sinh răng miệng, chăm sóc móng tay và chải chuốt
- Hỗ trợ mặc quần áo, thay đổi tư thế, cho ăn và đi vệ sinh.